# The Well-Known and Some Other Favourite Stories
The Well-Known and Some Other Favourite Stories är ett samlingsbox av Jill Johnson, släppt 27 oktober 2010. Samlingsboxen består av tre CD-skivor, den första innehåller välbekannta låtar samt några nyskrivna, bland annat en sångduett med Chip Taylor, medan den andra innehåller andra "favoriter" och den tredje är en liveskiva från Baby Blue Paper-turnén i Sverige 2008.

## Låtlista

### The Well-Known
1. No Surrender
2. Why'd You Come in Here Lookin' Like That
3. Stumble and Fade Away (ny)
4. Angel of the Morning
5. Say Something
6. Jolene
7. Can't Get Enought of You
8. Hopelessly Devoted
9. Someone to flatter (ny)
10. Cowboy Up
11. Forever's Going Underground (ny)
12. It's a Heartache
13. Desperado
14. Song to Heaven
15. The Heat is On
16. Mother's Jewel
17. Crazy in Love
18. Top of the World
19. Lost Without Yor Love
20. Oh, vilken härlig dag
21. Kärleken är

### Some Other Favourite Stories
1. Roots & Wings
2. Love Ain't Nothin'
3. Dont Feel Like Me
4. Love Lessons
5. When Love Doesn't Love You
6. Nathalie
7. Too Late to be Drinkin'
8. Breakfast in New York
9. Something I Can't Do
10. Better than Me
11. What Happened to us
12. A Woman Knows
13. Baby Blue Paper
14. When Being Who You Are
15. You're Still Here
16. Just Where the Rainbow Ends
17. Just Like Your Do
18. Little Girl of Mine
19. It is too Late

### Baby Blue Paper (live)
1. Baby Blue Paper
2. Where the Rainbow Ends
3. You're Looking for Me
4. Roots & Wings
5. I Sould Have Left Sooner
6. You Think Your'e the Man
7. Say Something
8. Dont Feel Like Me
9. What Happened to us
10. When Being Who You Are
11. A Woman Knows
12. You Better Think Again
13. Angel of the Morning
14. Love Lessons
15. Better than Me
16. Papa Come Quick
17. Jolene

## Listplaceringar
| Lista (2010) | Topplacering |
| ------------ | ------------ |
| Sverige      | 2 .          |